# Monocreagra disconnexa
Monocreagra disconnexa är en fjärilsart som beskrevs av Paul Dognin 1911. Monocreagra disconnexa ingår i släktet Monocreagra och familjen tandspinnare. Inga underarter finns listade i Catalogue of Life.